# BASIC Stamp

A BASIC Stamp 2 vázlata

A BASIC Stamp egy kisméretű mikrovezérlő, amely egy specializált BASIC interpretert tartalmaz (PBASIC) a rendszere beépített ROM-jában. A Parallax, Inc. gyártja. Nagyon népszerű volt a hobbielektronikusok körében a korai 1990-es évek óta, mivel nagyon könnyen tanulható és használható eszköz, ami legfőképpen a benne alkalmazott BASIC nyelv egyszerűségének és érthetőségének, valamint a kiváló dokumentációnak köszönhető.

## Technikai leírás
Bár a BASIC Stamp formáját tekintve egy DIP tokozású csip, valójában egy kis nyomtatott áramkör, amelyen megtalálhatók egy mikroprocesszoros rendszer alapvető elemei:
- Egy mikrovezérlő, amely tartalmazza a CPU-t, a beépített ROM-ot, benne a BASIC értelmezővel, és különféle perifériás áramköröket
- Memória (egy i²C EEPROM)
- Egy óra, általában keramikus rezonátor formájában
- Tápegység
- Külső bemeneti és kimeneti vonalak

Ennek a végeredménye az, hogy egy 9 V-os elem csatlakoztatásával azonnal rendelkezésre áll egy komplett rendszer a hobbielektronikus számára. Személyi számítógéphez csatlakoztatva a BASIC Stamp-ra tölthető a szoftver, amelyet az eszköz egy beépített nem törlődő memóriában tárol: az eszköz programozása megmarad a tápfeszültség megszűnése után is, egészen addig, amíg a kezelő nem törli vagy felül nem írja azt egy új programmal.

## Programozás
A BASIC Stamp a BASIC nyelv egyik változatával programozható, ez a PBASIC. A PBASIC tartalmaz általános mikrokontroller-funkciókat, amelyek között megtalálható az PWM, soros kommunikáció, I²C és 1-Wire kommunikáció, általános LCD meghajtóáramkörök vezérlése, hobby szervo impulzussorozatok és pszeudo-szinuszhullám frekvenciák előállítása és RC áramkör időzítése, amely analóg jelek érzékelésére használható. Amint a program elkészül a (BASIC) forrásnyelven, azt egy elemzőprogram tokenizálja és átküldi a csipre, tokenizált formában, egy soros kábelen keresztül.

## Verziók

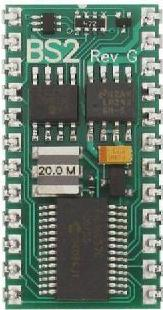
BASIC Stamp 2

Jelenleg az interpreter négy verziója áll rendelkezésre:
1. BASIC Stamp 1 (BS1),
2. BASIC Stamp 2 (BS2), hat alváltozattal:
  1. BS2e
  2. BS2sx
  3. BS2p24
  4. BS2p40
  5. BS2pe
  6. BS2px
3. Javelin Stamp
4. Spin Stamp

A BS2 alváltozatok több memóriát tartalmaznak, végrehajtási sebességük nagyobb, további speciális PBASIC parancsokat, extra I/O csatlakozókat stb. tartalmaznak, az eredeti BS2 modellhez képest. Míg a BS1 és a BS2 változatokban a központi egység PIC típusú processzor, a többi BASIC Stamp 2 változat Parallax SX processzort használ.
A harmadik változat a Javelin Stamp (kb. gerely bélyeg). Ez a modul a Sun Java nyelv egy részhalmazát támogatja, a Parallax PBASIC helyett. Ebben az eszközben nincsenek hálózatkezelő eszközök (és ezek nyelvi támogatása sem). A Javelin Stamp a gyártó honlapja szerint „visszavonult”, jelenleg nem kapható, helyette a Propeller csipet ajánlják.
A negyedik változat a Spin Stamp. Ez a modul a Parallax Propeller architektúrán alapul (többmagos, 32 bites RISC processzormagokból álló párhuzamos működésű processzorkialakítás), így a
SPIN programozási nyelvet használja a PBASIC helyett.
Több más cég is készít BASIC Stamp „klónokat” hozzáadott tulajdonságokkal, például gyorsabb végrehajtással, analóg-digitális átalakítókkal vagy hardveres, háttérben futtatható PWM-mel.
A Parallax Propeller programkönyvtára fokozatosan bővül, amely a BASIC Stamp-hez hasonló funkcionalitással ruházza fel, azonban nincs olyan egységes lista, amely megmutatná, hogy a PBASIC funkciókhoz, lehetőségekhez milyen Spin nyelvű egyenértékű megfelelők tartoznak.

## Fordítás
Ez a szócikk részben vagy egészben  a   BASIC Stamp című angol Wikipédia-szócikk ezen változatának fordításán alapul.  Az eredeti cikk szerkesztőit annak laptörténete sorolja fel. Ez a jelzés csupán a megfogalmazás eredetét és a szerzői jogokat jelzi, nem szolgál a cikkben szereplő információk forrásmegjelöléseként.

## Lásd még
- Arduino
- ARM express
- Make Controller Kit
- OOPic
- PICAXE
- ioBridge
- C Stamp